# Lactuca quercina
La lattuga saettona (nome scientifico Lactuca quercina L., 1753) è una specie di pianta angiosperma dicotiledone della famiglia delle Asteraceae.

## Etimologia
Il nome del generico (lactuca) deriva dall'abbondanza di sacchi latticinosi contenuti in questa pianta (una linfa lattea nel gambo e nelle radici). L'epiteto specifico (quercina) fa riferimento all'habitat condiviso con le querce.

Il binomio scientifico della pianta di questa voce è stato proposto da Carl von Linné (1707 – 1778) biologo e scrittore svedese, considerato il padre della moderna classificazione scientifica degli organismi viventi, nella pubblicazione "Species Plantarum" del 1753.

## Descrizione

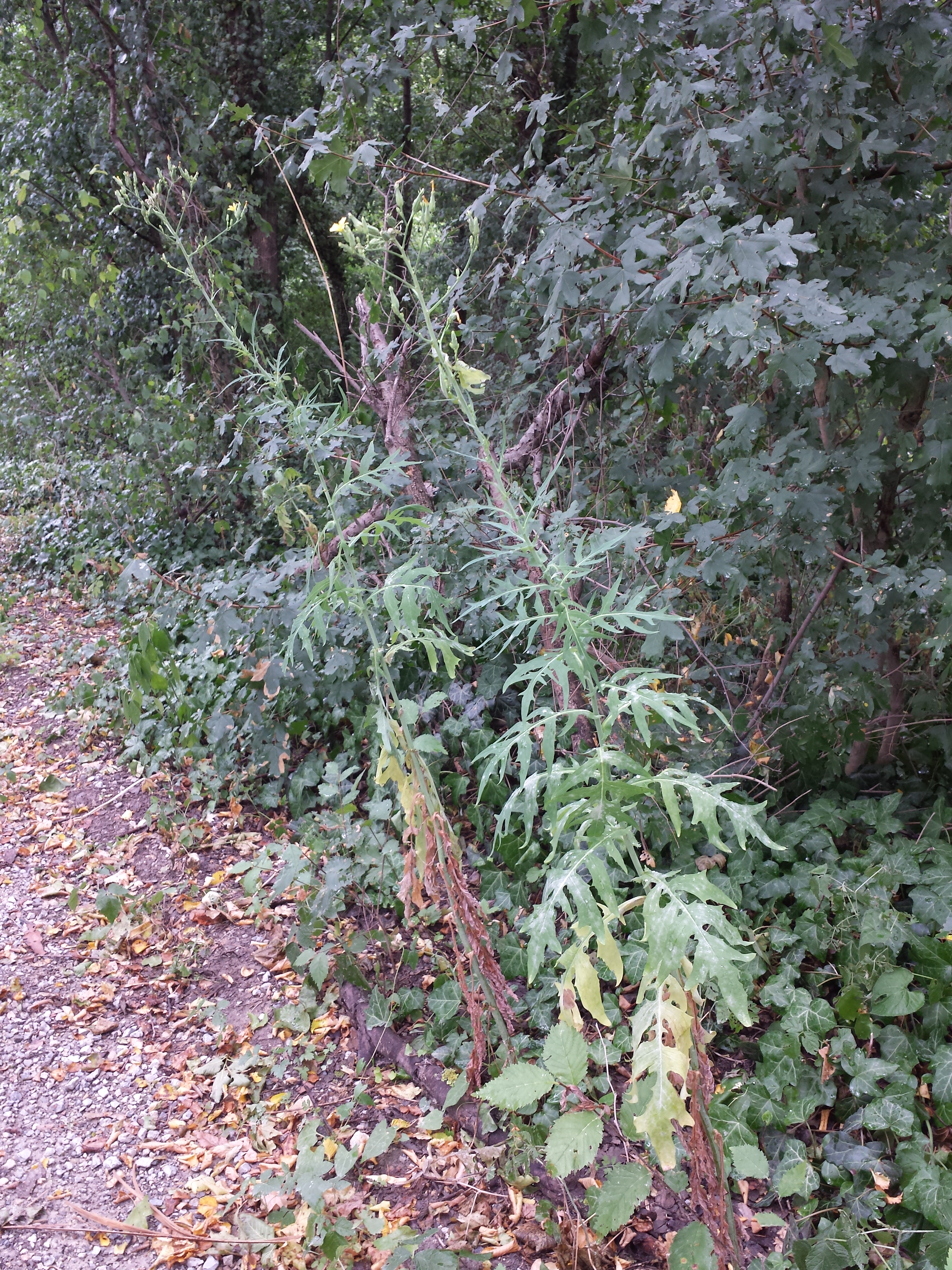
Il portamento

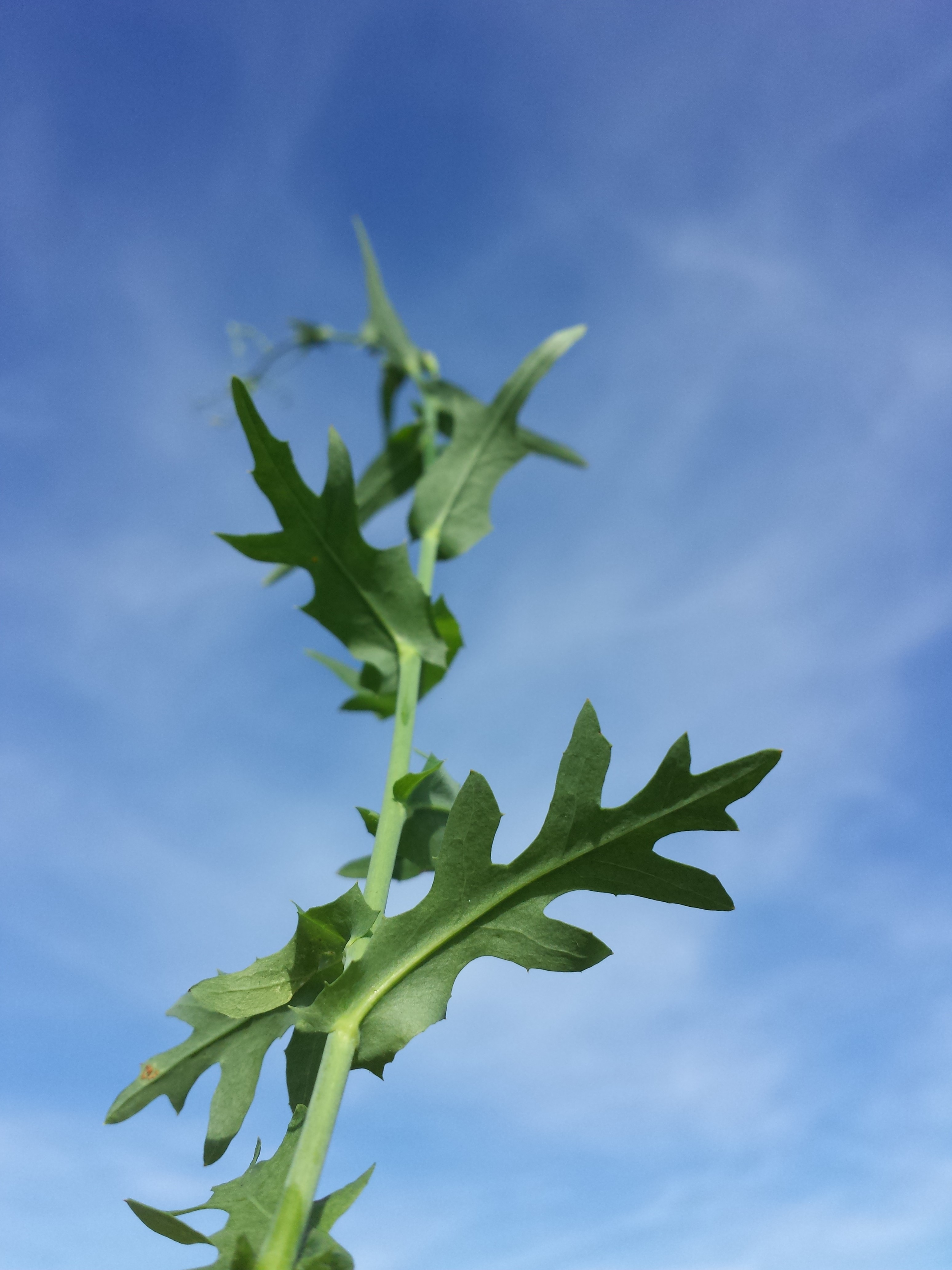
Le foglie

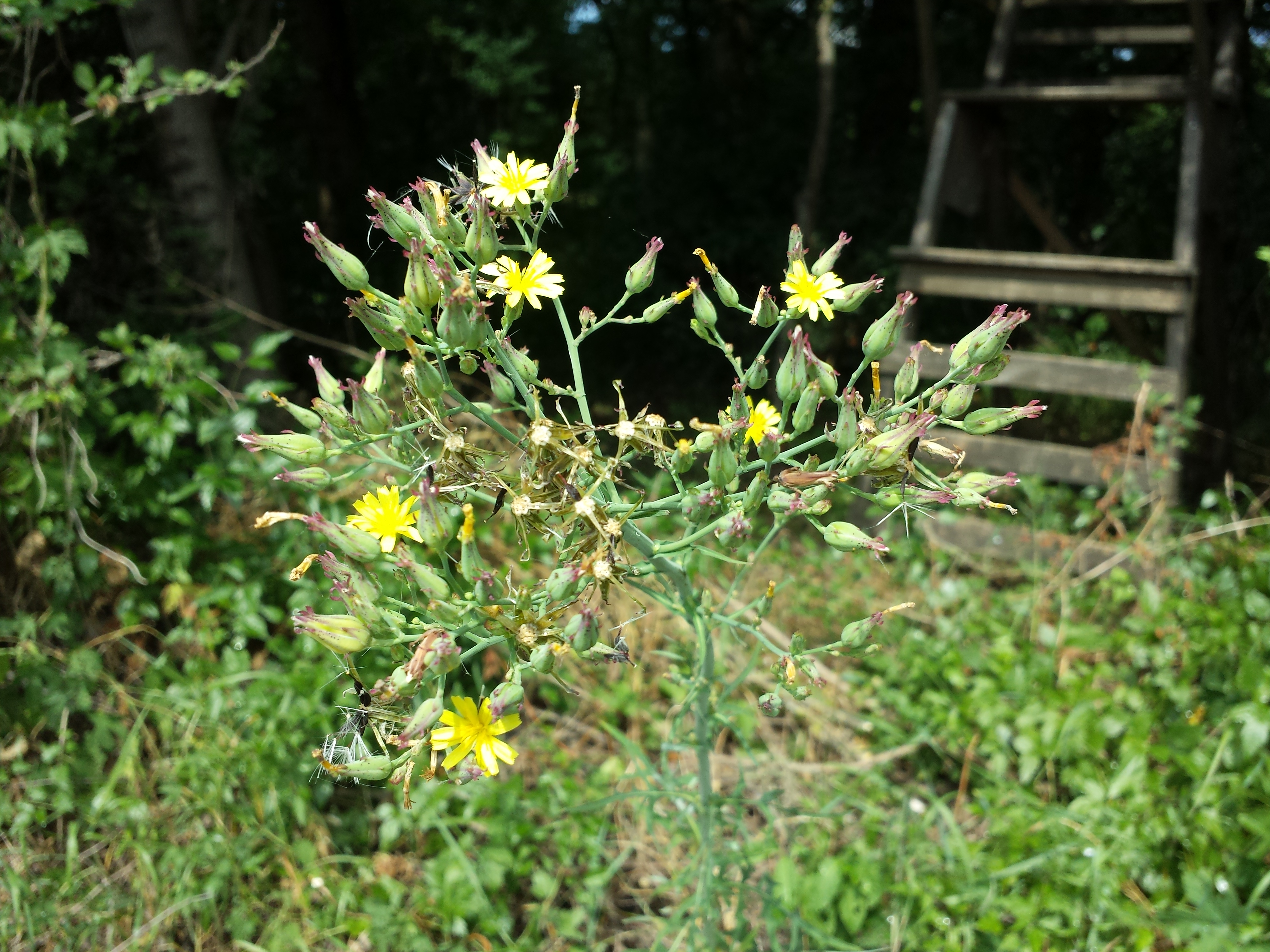
Infiorescenza

Habitus. La forma biologica è emicriptofita bienne (H bienn), ossia sono piante erbacee, a ciclo biologico bienne, con gemme svernanti al livello del suolo e protette dalla lettiera o dalla neve. In queste piante sono presenti dei succhi lattiginosi.
Fusto. La parte aerea del fusto ha un portamento eretto con una forma tubulosa; il colore è verde con sfumature rossastre; la superficie è glabra; la ramosità di tipo corimboso è sviluppata soprattutto nella parte distale. La radice è grossa e carnosa di tipo tuberoso (semplice o ramificata). Queste piante possono arrivare ad una altezza compresa tra i 5 e 20 dm (mediamente 150 cm).
Foglie. Le foglie si dividono in inferiori e superiori; lungo il caule sono disposte in modo alterno. Quelle inferiori hanno un contorno obovato o lirato di tipo pennatosetto, sono completamente divise in 7 - 9 segmenti dentellati sui bordi. Quelle superiori hanno una forma da lanceolata a lesiniforme; alla base sono astate e sono amplessicauli. La consistenza delle foglie è arbacea e molle. La base delle foglie maggiori è interrotta da due orecchiette abbraccianti il caule.
Infiorescenza. Le infiorescenze sono composte da circa 8 - 10 capolini (massimo 20) sorretti da brevi peduncoli con superficie squamosa; formano una infiorescenza di tipo pannocchia corimbosa. I capolini sono formati da un involucro fusiforme composto da brattee (o squame) disposte su 2 - 4 serie in modo regolare e spiralato, all'interno delle quali un ricettacolo fa da base ai fiori tutti ligulati. Le brattee hanno una forma lineare-lanceolata con margini scariosi e apice acuto. Il ricettacolo è nudo, ossia privo delle pagliette a protezione della base dei fiori. Dimensione dell'involucro: 12 – 15 mm. Lunghezza delle brattee: 10 – 11 mm. Diametro dell'infiorescenza: 10 – 15 mm.
Fiore. I fiori sono tutti del tipo ligulato (il tipo tubuloso, i fiori del disco, presente nella maggioranza delle Asteraceae, qui è assente), sono tetra-ciclici (ossia sono presenti 4 verticilli: calice – corolla – androceo – gineceo) e pentameri (ogni verticillo ha 5 elementi). I fiori sono ermafroditi, fertili e zigomorfi.
- Formula fiorale:

*/x K {\displaystyle \infty }, [C (5), A (5)], G 2 (infero), achenio
- Calice: i sepali del calice sono ridotti ad una coroncina di squame.
- Corolla: le corolle sono formate da una ligula terminante con 5 denti e sono colorate di giallo; le ligule sono più grandi dell'involucro.
- Androceo: gli stami sono 5 con filamenti liberi, mentre le antere sono saldate in un manicotto (o tubo) circondante lo stilo.[16] Le antere alla base sono acute. Il polline è tricolporato.[17]
- Gineceo: lo stilo è filiforme con peli sul lato inferiore;  gli stigmi dello stilo sono due divergenti. L'ovario è infero uniloculare formato da 2 carpelli.
- Fioritura: da giugno a settembre.

Frutti. I frutti sono degli acheni compressi, con delle coste longitudinali (5 - 8), colorati di nerastro e provvisti di becco lungo 1/3 del corpo dell'achenio con pappo formato di setole tutte uguali, semplici e fragili color bianco sporco; il pappo è deciduo. Dimensione degli acheni: corpo 6 – 8 mm; becco 1 – 2 mm. Dimensione del pappo: 7 – 8 mm.

## Biologia
- Impollinazione: l'impollinazione avviene tramite insetti (impollinazione entomogama tramite farfalle diurne e notturne).
- Riproduzione: la fecondazione avviene fondamentalmente tramite l'impollinazione dei fiori (vedi sopra).
- Dispersione: i semi (gli acheni) cadendo a terra sono successivamente dispersi soprattutto da insetti tipo formiche (disseminazione mirmecoria). In questo tipo di piante avviene anche un altro tipo di dispersione: zoocoria. Infatti gli uncini delle brattee dell'involucro si agganciano ai peli degli animali di passaggio disperdendo così anche su lunghe distanze i semi della pianta.

## Distribuzione e habitat

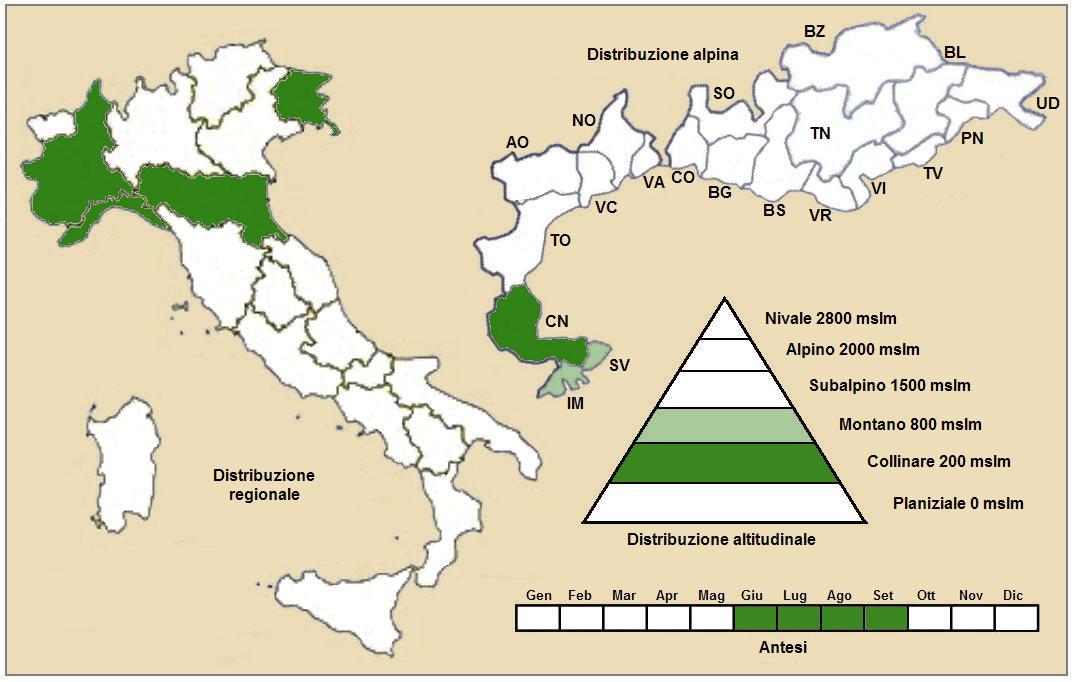
Distribuzione della pianta
(Distribuzione regionale – Distribuzione alpina)

- G eoelemento: il tipo corologico (area di origine) è Sud Est Europeo / Caucasico (Subpontico).
- Distribuzione: in Italia questa specie si trova solo al nord. Oltreconfine, sempre nelle Alpi, si trova in Francia (dipartimento delle Alpes-Maritimes) e in Austria (Länder dell'Austria Inferiore).[19] In Europa è presente al centro e nel sud-est, mentre fuori dall'Europa si trova nel Vicino Oriente.[12]
- Habitat: l'habitat tipico per questa specie sono i boschi steppici, le radure e i cespuglieti; ma anche le schiarite forestali, i margini erbacei, i pioppeti, gli ontaneti, i frassineti, i carpineti, i querceti, i betuleti, i castagneti e i querceti sub-mediterranei. Il substrato preferito è calcareo con pH basico e alti valori nutrizionali del terreno che deve essere secco.[19]
- Distribuzione altitudinale: sui rilievi queste piante si possono trovare da 100 a 600 m s.l.m.; frequentano quindi i seguenti piani vegetazionali: collinare e in parte quello montano.

### Fitosociologia
Dal punto di vista fitosociologico alpino la specie di questa scheda appartiene alla seguente comunità vegetale:
Formazione: comunità forestali
Classe: Quercetea pubescentis
Ordine: Quercetalia pubescenti-sessiliflorae

## Tassonomia
La famiglia di appartenenza di questa voce (Asteraceae o Compositae, nomen conservandum) probabilmente originaria del Sud America, è la più numerosa del mondo vegetale, comprende oltre 23.000 specie distribuite su 1.535 generi, oppure 22.750 specie e 1.530 generi secondo altre fonti (una delle checklist più aggiornata elenca fino a 1.679 generi). La famiglia attualmente (2021) è divisa in 16 sottofamiglie.

### Filogenesi
Il genere di questa voce appartiene alla sottotribù Lactucinae della tribù Cichorieae (unica tribù della sottofamiglia Cichorioideae). In base ai dati filogenetici la sottofamiglia Cichorioideae è il terz'ultimo gruppo che si è separato dal nucleo delle Asteraceae (gli ultimi due sono Corymbioideae e Asteroideae). La sottotribù Lactucinae fa parte del "quarto" clade della tribù; in questo clade è in posizione "basale" vicina alla sottotribù Hyoseridinae.
La struttura filogenetica della sottotribù è ancora in fase di studio e completamento. Provvisoriamente è stata suddivisa in 10 lignaggi. Il genere di questa voce appartiene al "Lactuca lineage", e nell'ambito della sottotribù occupa una posizione politomica insieme ai lignaggi Melanoseris - Notoseris - Paraprenanthes (questa politomia rappresenta il "core" della sottotribù). Lactuca è uno degli ultimi gruppi che si è diversificato tra i 19 e 11 milioni di anni fa.
I caratteri distintivi per le specie di questo genere sono:
- il portamento delle specie è perenne rizomatoso;
- gli acheni hanno un visibile becco apicale (il becco è diverso per colori e superficie dal resto dell'achenio);
- gli acheni hanno 12 costole ineguali;
- gli acheni sono più o meno fortemente compressi con i margini delle costole spesso gonfiate.

La circoscrizione di questo genere è da considerarsi provvisoria e in futuro potrebbe subire delle riduzioni. Sono in corso di completamento alcuni studi morfologico-molecolari e filogenetici sulla sottotribù Lactucinae che dovrebbero chiarire sia la posizione del genere Lactuca all'interno della sottotribù che la sua struttura interna. Il "lignaggio Lactuca" è composto da nove cladi terminali ben supportati, che si raggruppano in tre cladi principali.  La specie di questa voce si trova in un clade interno caratterizzato da una distribuzione sud-est europea / mediterranea / sud-ovest asiatica e con una età di inizio radiazione di circa 6,1 milioni di anni fa.
I caratteri distintivi per la specie di questa voce sono:
- le foglie non sono decorrenti lungo il fusto;
- gli acheni hanno un becco lungo 1/2 - 1/3 della lunghezza del corpo;
- la superficie degli acheni è colorata di nero (o nerastro);
- il colore dei fiori è giallo.

Il numero cromosomico di L. quercina è: 2n = 18.

### Variabilità
In questa specie la parte più variabile sono le foglie cauline che possono presentarsi sia intere che completamente divise in segmenti. Per questa specie sono riconosciute due sottospecie:
- Lactuca quercina L. subsp. quercina: è la sottospecie presente in Italia.
- Lactuca quercina L. subsp. wilhelmsiana (DC.) Feráková (Basionimo: Lactuca wilhelmsiana Fisch. & Mey. ex DC.) -  Distribuzione: Europa orientale e Iraq.

### Sinonimi
Questa entità ha avuto nel tempo diverse nomenclature. L'elenco seguente indica alcuni tra i sinonimi più frequenti:
- Mulgedium quercinum (L.) C.Jeffrey

### Specie simili
Le seguenti specie dello stesso genere, con distribuzione alpina, possono essere confuse con quella di questa voce:
- Lactuca saligna L. - Lattuga salcigna: è alta al massimo 100 cm; le foglie cauline sono sempre intere; le infiorescenze sono formate da capolini sessili in spighe lineari.
- Lactuca sativa L. - Lattuga coltivata: il fusto è lignificato e bianco alto al massimo 100 cm; i capolini sono grandi fino a 20 mm; le foglie sono molli.
- Lactuca serriola L. - Lattuga selvatica: le foglie sono spinulose e l'infiorescenza è una pannocchia piramidale.
- Lactuca quercina L. - Lattuga saettona: il becco degli acheni è lungo 1/3 - 1/2 del corpo; le foglie non sono decorrenti lungo il fusto; gli acheni sono neri e i fiori sono gialli.

## Usi

### Farmacia
Secondo la medicina popolare questa pianta ha le seguenti proprietà medicamentose:
- ipnotica (procura sonnolenza);
- sedativa (calma stati nervosi o dolorosi in eccesso).

### Cucina
In cucina di questa pianta si usano le giovani foglie crude o cotte.

## Altre notizie
La Lattuga quercina in altre lingue è chiamata nei seguenti modi:
- (DE)  Eichen-Lattich
- (FR)  Laitue à feuiles des chène
- (EN)  Oak-leaved Lettuce